# Caroline Stuart-Wortley
Caroline Susan Théodora Stuart-Wortley CBE (15 juin 1858 – 7 août 1940) est une romancière et artiste britannique.

## Biographie
Elle est la fille de la philanthrope Jane Stuart-Wortley et de l'homme politique James Stuart-Wortley. Elle est née à Westminster, à Londres. Elle épouse Norman Grosvenor (mort en 1898), fils de Robert Grosvenor (1er baron Ebury), en 1881. Une de leurs filles, Susan, épouse John Buchan.
Elle écrit trois romans: Les Bandes d'Orion, L'appareil de Thornton, et Laura (avec son frère aîné, Charles Stuart-Wortley (1er baron Stuart de Wortley)). Elle est aussi connue comme peintre de miniature et d'Aquarelle. Elle fonde la Ligue pour l'instruction des femmes au Bureau des Colonies.
Elle est nommée Commandeur de l'Ordre de l'Empire Britannique (CBE) en 1920 pour son action au service des femmes britanniques.